# 財経大学駅
財経大学駅（ざいけいだいがく-えき）は中華人民共和国天津市河西区に位置する天津地下鉄1号線および10号線の駅である。

## 駅構造
- 相対式ホーム2面2線の地上駅で、ホームドア完備。出口はA～Dの4箇所ある。

| 3F 1号線ホーム     | 相対式ホーム、右側のドアが開く。 | 相対式ホーム、右側のドアが開く。 |
| 3F 1号線ホーム     | ←■1号線 劉園方面                 |                                  |
| 3F 1号線ホーム     | →■1号線 東沽路方面→              |                                  |
| 3F 1号線ホーム     | 相対式ホーム、右側のドアが開く。 |                                  |
| 2F 1号線コンコース | コンコース                       | サービスセンター、自動券売機     |
| G 地面             | -                                | 出口、乗換ホール                 |
| B1 10号線ホーム    | 単式ホーム、左側のドアが開く。   | 単式ホーム、左側のドアが開く。   |
| B1 10号線ホーム    | →■10号線 嶼東城方面→             |                                  |
| B2 10号線ホーム    | 単式ホーム、右側のドアが開く。   | 単式ホーム、右側のドアが開く。   |
| B2 10号線ホーム    | ←■10号線 于台方面                |                                  |

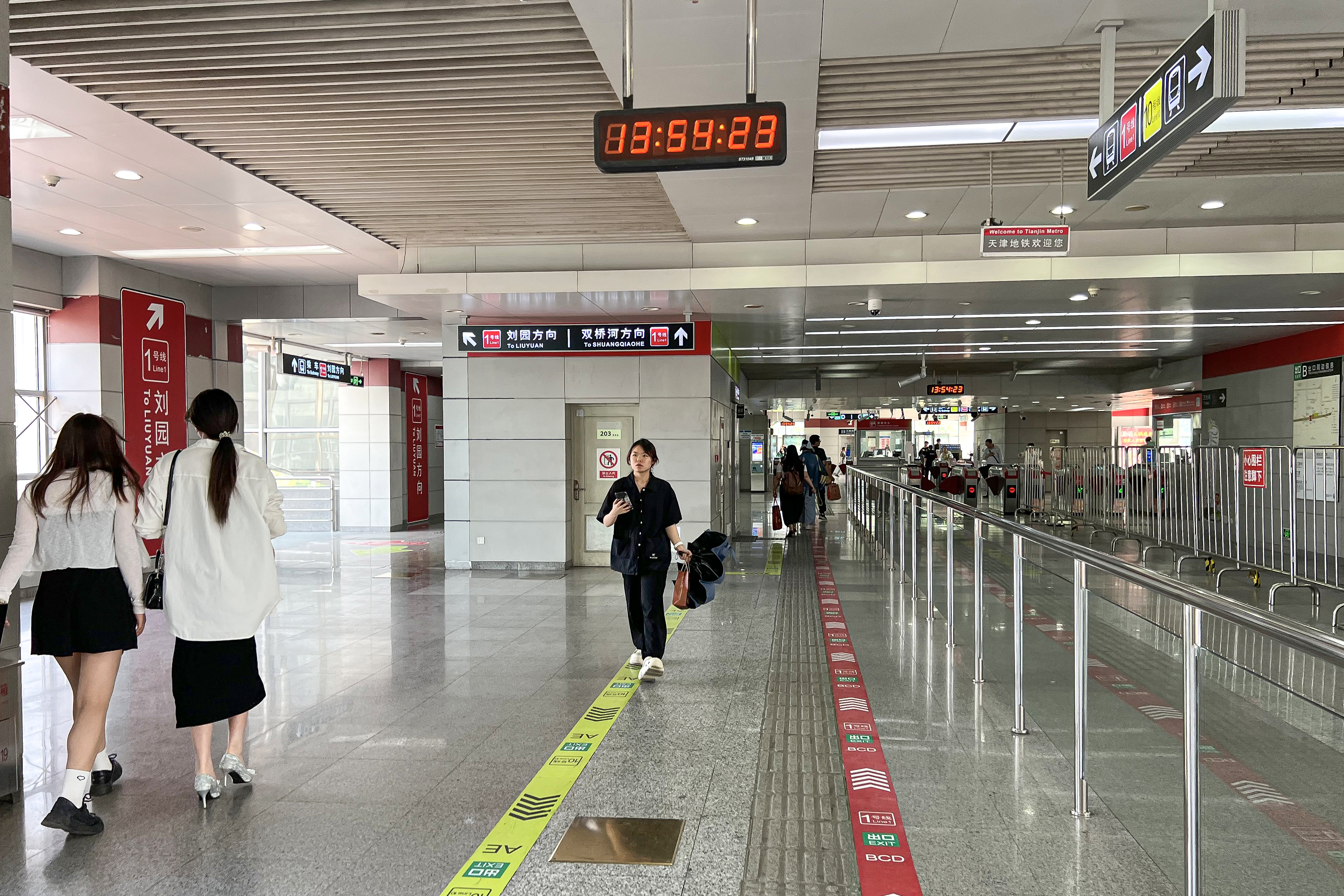
1号線コンコース
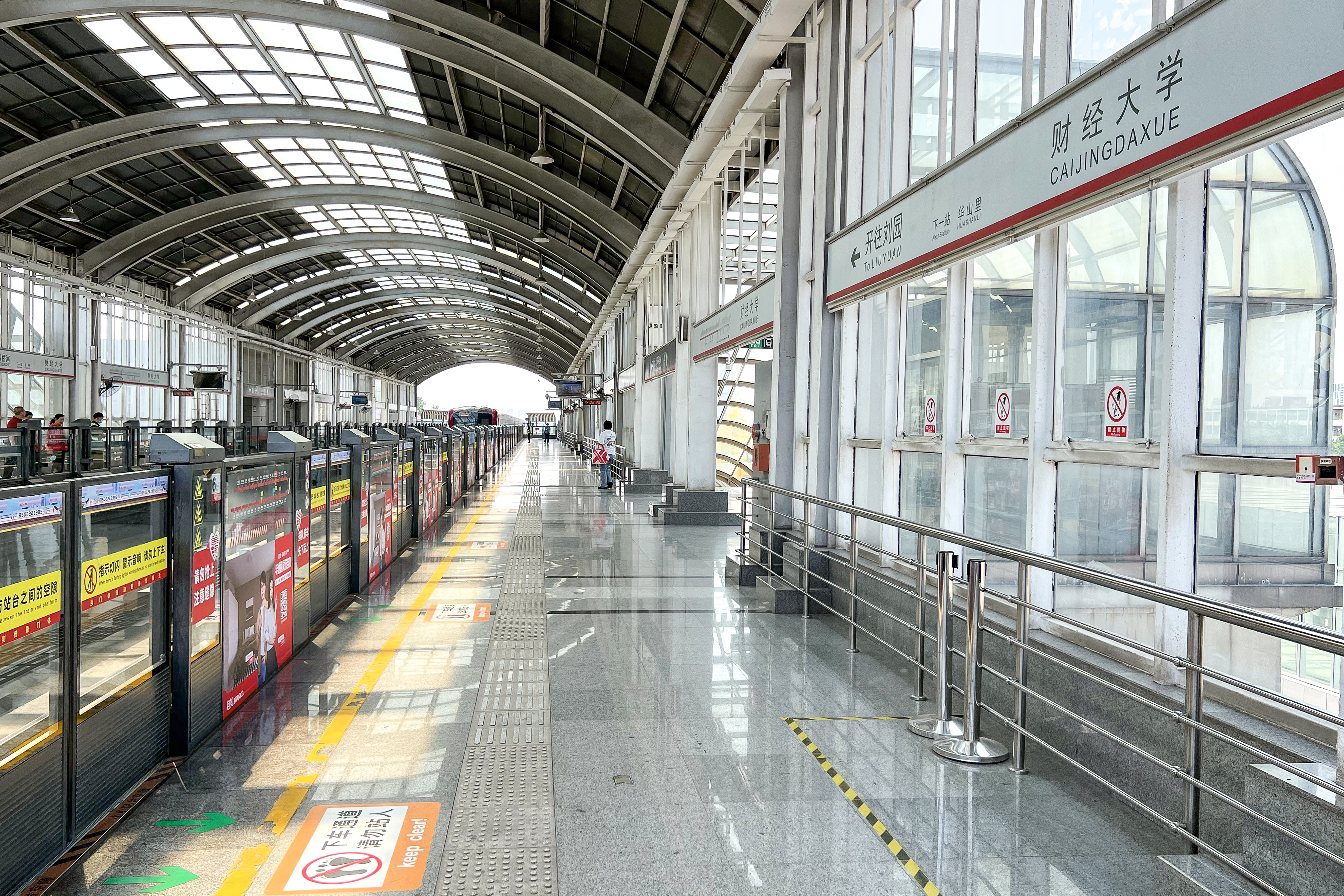
1号線ホーム（劉園方面）
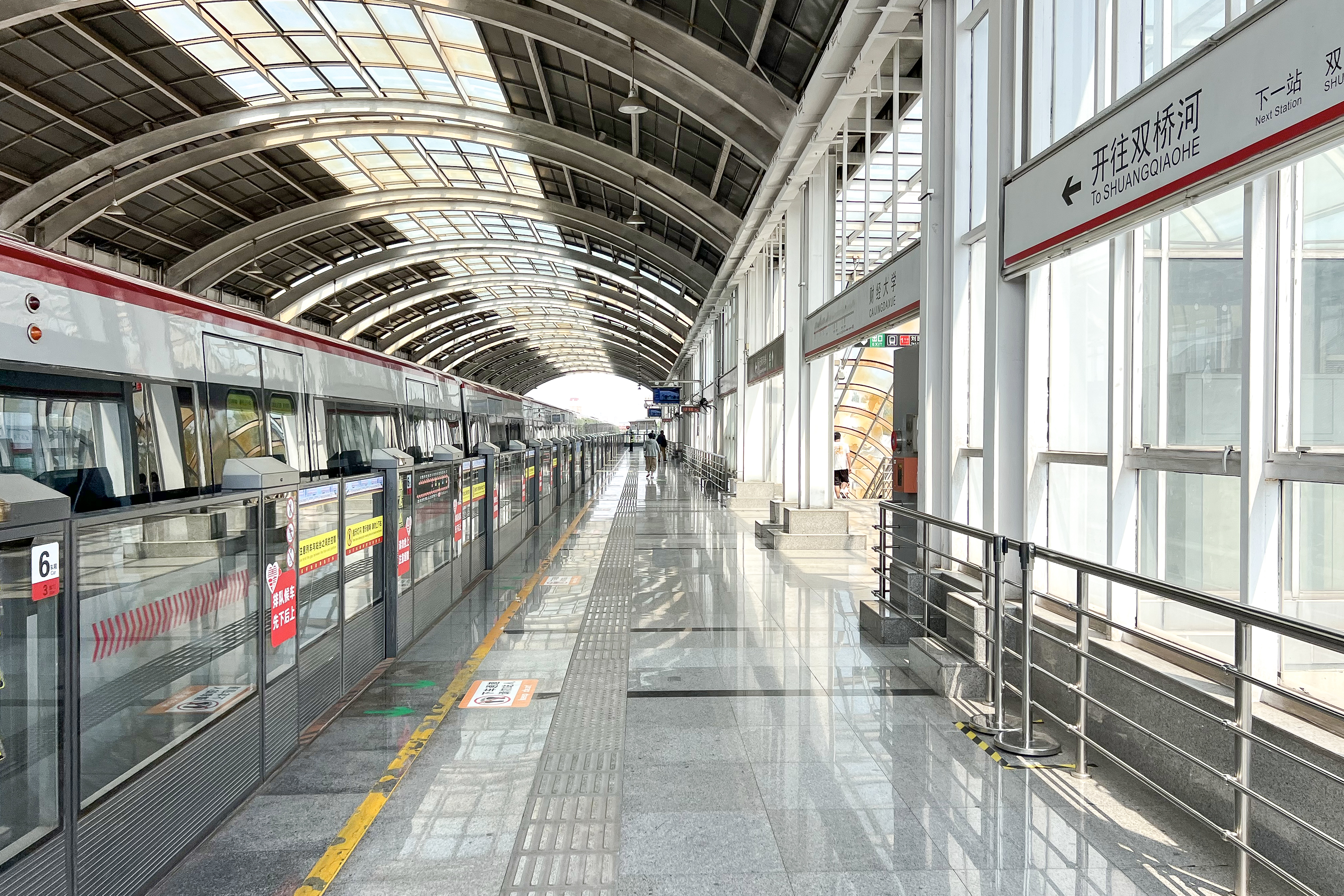
1号線ホーム（双橋河方面）
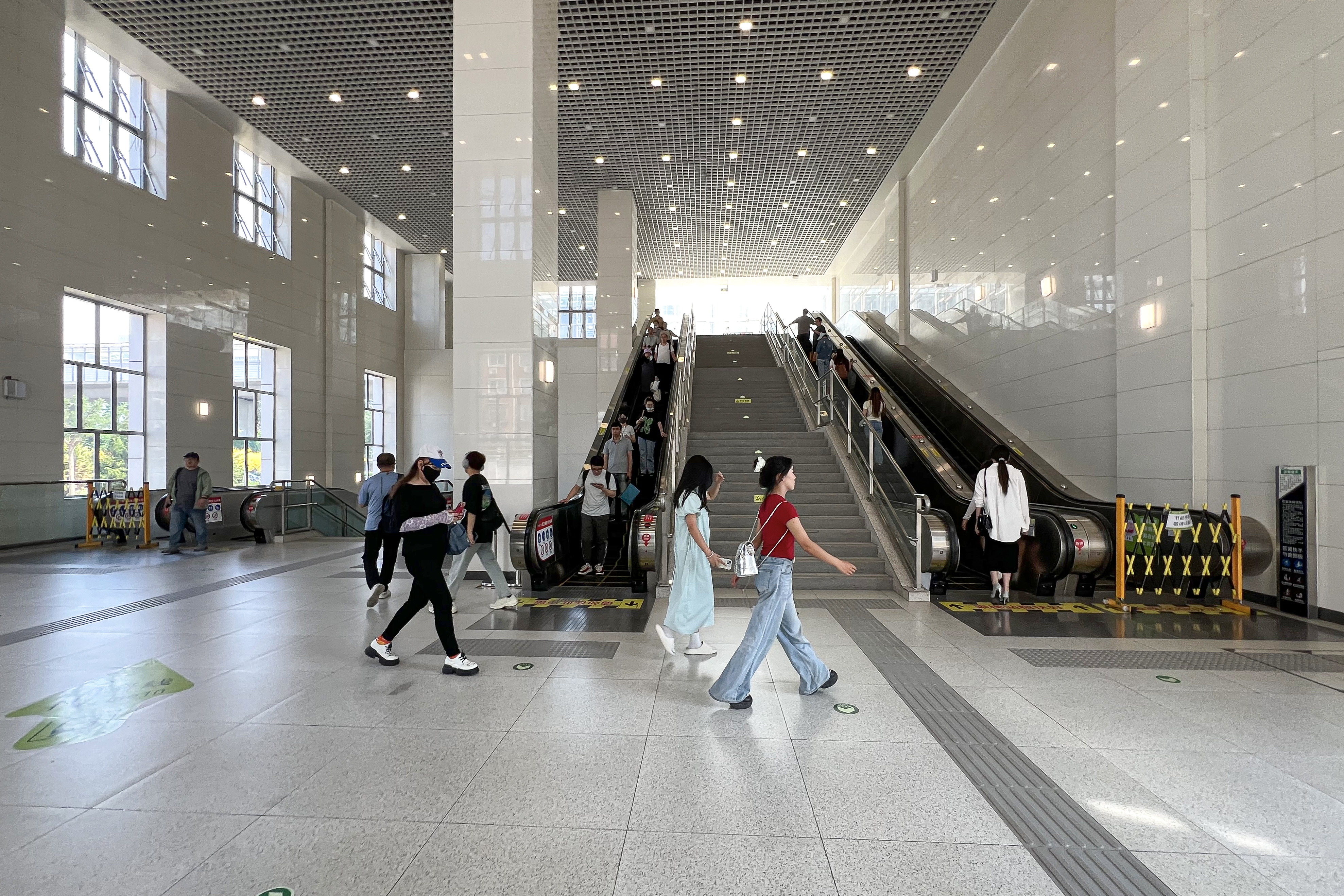
乗換ホール
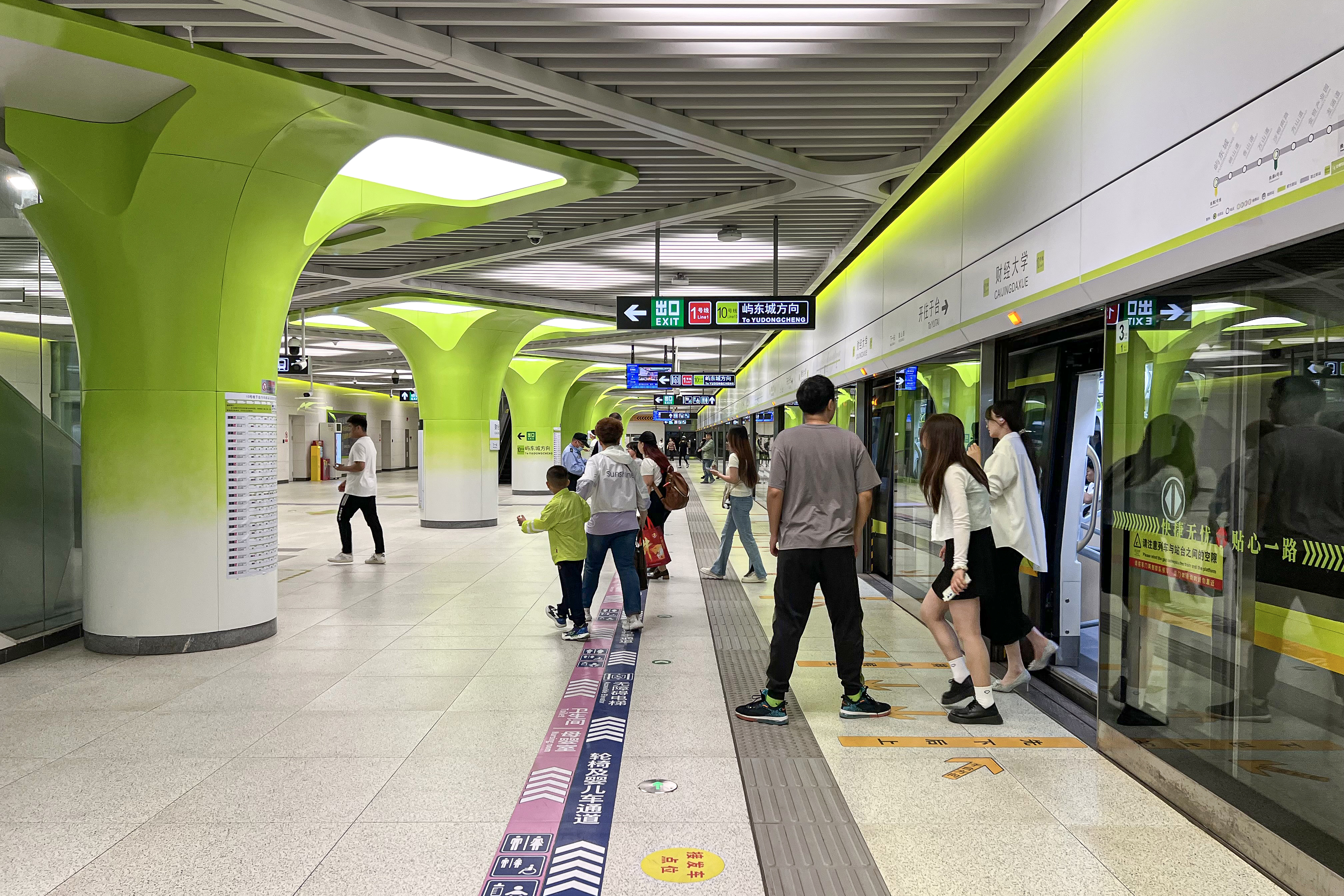
10号線ホーム（于台方面）
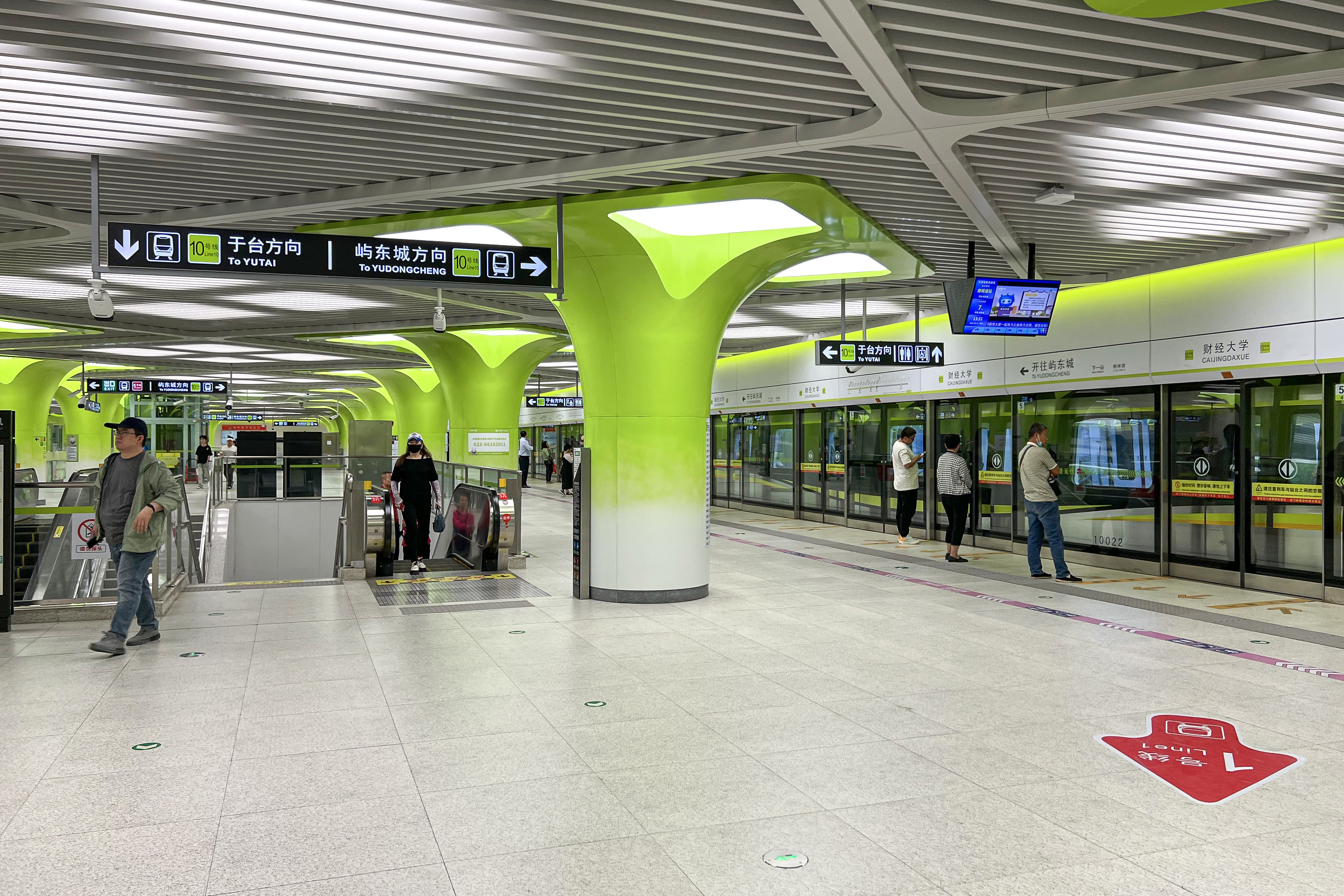
10号線ホーム（嶼東城方面）

## 駅周辺
- 天津財経大学
- 天津科技大学
- 統計職業中専学校

## 歴史
- 2006年6月12日 - 1号線が開業。
- 2022年11月18日 - 10号線が開業。

## 隣の駅
- ■1号線

双林駅 - 財経大学駅 - 華山里駅
■10号線
微山路駅 - 財経大学駅 - 柳林路駅
座標: 北緯39度03分46秒 東経117度16分14秒 / 北緯39.0629度 東経117.2706度